# Genes, Brain and Behavior
Pour les articles homonymes, voir GBB.
Genes, Brain and Behavior ou G2B (en français, Gènes, cerveau et comportement, abrégé en Genes Brain Behav.) est une revue scientifique à comité de lecture dans les domaines de la génétique comportementale, neuronale et psychiatrique.
D'après le Journal Citation Reports, le facteur d'impact de ce journal était de 4,061 en 2010. Le directeur fondateur est Wim E. Crusio (CNRS et université Bordeaux-I, France). L'actuel directeur de publication est Andrew Holmes (National Institute on Alcohol Abuse and Alcoholism, Bethesda, MD, États-Unis). Le journal est publié par Wiley-Blackwell pour l'International Behavioural and Neural Genetics Society.